# Cytothymia absita
Cytothymia absita là một loài bướm đêm trong họ Noctuidae.